# Serrella
La Serrella és una petita serra prebètica enclavada entre les comarques del Comtat, la Marina Alta i la Marina Baixa, que forma part a la vegada d'una alíneació muntanyenca amb la serra de la Xortà.
Amb un característic perfil de cresteries i cingleres, a la Serrella es localitzen fins a 5 cims que superen els 1.300 metres d'alçada sobre el nivell del mar: el Pla de la Casa (1.387 m.), la Mallada del Llop (1.361 m.), el Recingle Alt (1.359 m.), la Penya de l'Heura (1.351 m.) i el Regall (1.322 m.).
La vall de Seta pel nord i la de Guadalest pel sud flanquegen la serra que s'estén de sud-oest a nord-est al llarg de 15 quilòmetres entre les poblacions de Benasau, Ares del Bosc, Quatretondeta, Fageca, Famorca, Castell de Castells, Beniardà, Confrides i l'Abdet.

## Marc físic
La serra pertany al sistema Bètic, a la part oriental, coneguda com a prebètic intern. La diferència de cotes entre la base de la serra que per la part meridional baixa fins als 300 metres i s'alça fins als 1.387 en el Pla de la Casa fa que hi trobem forts pendents. La part més elevada és predominantment calcària amb imponents cresteries, mentre que per sota afloren les terres margoses profundament abarrancades i abancalades per al cultiu.
L'erosió pluviofluvial ha modelat les formes càrstiques de la Serrella que mostren el seu màxim exponent en les agulles pètries del vessant nord: els coneguts com "frares" a Quatretondeta.
Els rius Seta i Penàguila drenen la part septentrional de la Serrella cap a la conca del riu Serpis, així com el riu de Castells o Gorgos. Pel sud és el riu Guadalest que a la part baixa de la vall del mateix nom forma un embassament.
L'orientació de la serra i la seua disposició de barrera orogràfica fa que les façanes nord i sud mostren importants diferències pel que fa a la pluviometria a la vegada que a la vegetació predominant. La vessant d'ombria (nord) té un alt índex de precipitacions que a l'hivern solen ser en forma de neu.

## Fauna i vegetació
La Serrella es caracteritza per ser una serra fortament desforestada degut principalment al relleu accidentat i la inestabilitat dels vessants, però també a la pressió humana que històricament ha utilitzat els recursos naturals, les cremes per a pasturatge o els incendis forestals. Sobreviuen alguns carrascars en indrets recòndits i alguns boscos de pi, espontani o de repoblació que ha substituït l'antic bosc de carrasca. Algunes agrupacions d'aurons, freixos, moixeres i fins i tot algun teix que són testimoni d'antigues formacions boscoses que sobreviuen gràcies a la climatologia humida i freda de la Serrella.
Es poden trobar nombrosos endemismes regionals de gran valor botànic pel que la serra alberga diverses microrreserves de flora en l'entorn de les Agulles dels Frares a Quatretondeta on es localitza l'únic exemplar silvestre conegut de grèvol (Ilex aquifolium) de la província d'Alacant, que representa una important disjunció respecte les poblacions valencianes més pròximes situades a les comarques de la Serrania i l'Alt Palància. A la part del runar s'han catalogat nombroses espècies, algunes d'elles endèmiques com ara Jasione foliosa.
Les cingleres de la part alta de la Serrella són l'hàbitat perfecte per a la nidificació de diverses espècies rapinyaires. Destaquen també diverses espècies d'aus com rossinyols, perdius, tudons i gralles. Dels mamífers trobem conills, raboses, porcs senglars, teixons, mosteles i fagines.